# Cornulaca
Cornulaca is een geslacht uit de amarantenfamilie (Amaranthaceae). De soorten komen voor van West-Afrika tot in China.

## Soorten
- Cornulaca alaschanica C.P.Tsien & G.L.Chu
- Cornulaca aucheri Moq.
- Cornulaca ehrenbergii Asch.
- Cornulaca korshinskyi Litv.
- Cornulaca monacantha Delile
- Cornulaca setifera (DC.) Moq.

... · 
Achyranthes · 
Aerva ·
Alternanthera ·
Amaranthus (Amarant) · 
Atriplex (Melde) · 
Axyris · 
Bassia (Zoutkruid) · 
Beta (Biet) · 
Blitum (Spiesganzenvoet) · 
Celosia · 
Chenopodium (Ganzenvoet) · 
Corispermum (Vlieszaad) · 
Dysphania · 
Halimione (Zoutmelde) · 
Halocnemum · 
Halothamnus · 
Haloxylon · 
Kochia · 
Krascheninnikovia · 
Polycnemum (Knarkruid) · 
Patellifolia · 
Ptilotus · 
Pupalia ·
Salicornia (Zeekraal) · 
Salsola (Loogkruid) · 
Spinacia · 
Suaeda · 
Traganum · 
...